# Hilaira proletaria
Hilaira proletaria es una especie de araña tejedora de sábana perteneciente al género Hilaira, de la familia Linyphiidae, orden Araneae. Fue descrita por L. Koch en 1879.

## Descripción
El prosoma del macho mide 1,7 mm de longitud y el de la hembra 1,65-1,75 mm.

## Distribución
Se distribuye por Rusia (desde Europa hasta el extremo noreste), en Estados Unidos (Alaska) y Canadá.